# Duero

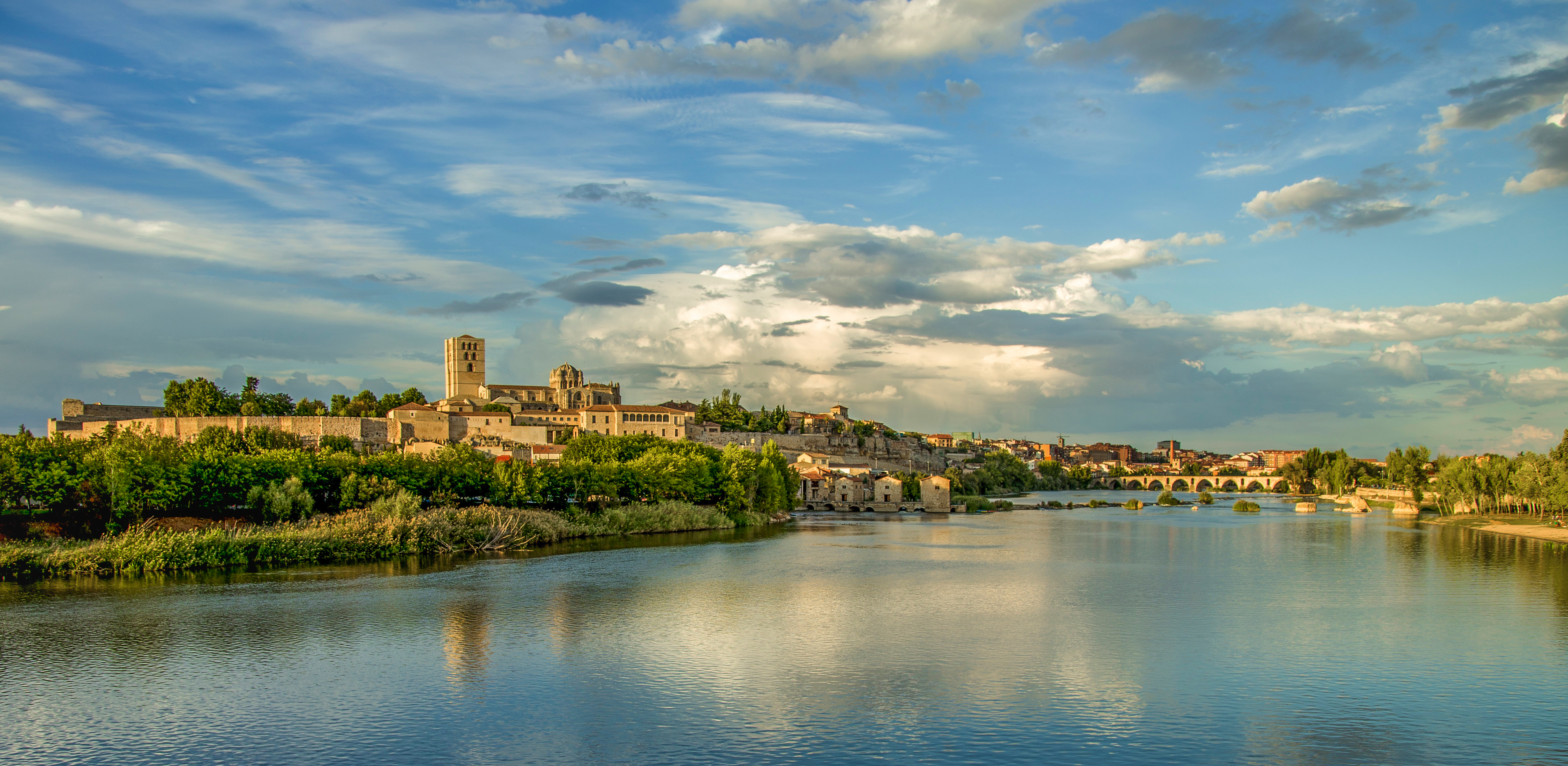
Del av floden i Spanien.

Duero (spanska) eller Douro (portugisiska) är en flod på Iberiska halvön. Med sina 897 kilometer är det den tredje längsta floden på Iberiska halvön, efter Tajo och Ebro. Med ett avrinningsområde som omfattar 97.290 km², är det den Iberiska halvöns största vattensystem; 78.952 km² ligger på spanskt territorium och 18.643 km² i Portugal. I Portugal är Douro en av landets största floder, känd för vinregionen Douro i dess dalgångar med portvin som dess dominerande produkt.

## Etymologi
Namnet Duero eller Douro antas ursprungligen komma från det keltiska dur (”vattendrag”), som i sin latinska form blev Durius. 

## Sträckning
Floden har sin källa nära Duruelo de la Sierra i provinsen Soria i norra centrala Spanien. Källan ligger i bergstrakten Picos de Urbión vid cirka 1 500 meter över havet. Floden rinner sedan västerut till utloppet i Atlanten vid Porto, Portugal. Av hela sträckningen är endast delar av floden i Portugal farbar med lätta flodbåtar. Efter staden Miranda do Douro bildar floden för ungefär 125 kilometer gränsen mellan Portugal och Spanien.

### Viktigaste tillflöden
Från vänster:
- Águeda
- Yeltes
- Tormes

Från höger:
- Esla
- Valderaduey
- Pisuerga

samt några med lågt vattenflöde:

- Riaza
- Duratón
- Cega
- Adaja
- Zapardiel
- Guareña
- Trabancos.

I Portugal är det viktigaste tillflödet floden Támega (med källa i Galicien).